# Джефферсон Тауншип (округ Вашингтон, Пенсільванія)
Джефферсон Тауншип (англ. Jefferson Township) — селище (англ. township) в США, в окрузі Вашингтон штату Пенсільванія. Населення — 1119 осіб (2020).

## Демографія
Згідно з переписом 2010 року, у селищі мешкали 1162 особи в 461 домогосподарстві у складі 335 родин. Було 509 помешкань
Расовий склад населення:
| - 98,9 % — білих - 0,2 % — чорних або афроамериканців - 0,2 % — азіатів |

До двох чи більше рас належало 0,6 %. Частка іспаномовних становила 1,2 % від усіх жителів.
За віковим діапазоном населення розподілялося таким чином: 21,2 % — особи молодші 18 років, 60,3 % — особи у віці 18—64 років, 18,5 % — особи у віці 65 років та старші. Медіана віку мешканця становила 46,1 року. На 100 осіб жіночої статі у селищі припадало 96,0 чоловіків;  на 100 жінок у віці від 18 років та старших — 94,1 чоловіків також старших 18 років.
Середній дохід на одне домашнє господарство  становив 69 273 долари США (медіана — 56 154), а середній дохід на одну сім'ю — 75 586 доларів (медіана — 64 722). Медіана доходів становила 47 292 долари для чоловіків та 40 000 доларів для жінок. За межею бідності перебувало 3,0 % осіб, у тому числі 0,9 % дітей у віці до 18 років та 2,2 % осіб у віці 65 років та старших.
Цивільне працевлаштоване населення становило 583 особи. Основні галузі зайнятості: освіта, охорона здоров'я та соціальна допомога — 18,7 %, виробництво — 13,7 %, будівництво — 11,0 %, роздрібна торгівля — 10,6 %.